# Frank Berryman
Sir Frank Horton Berryman (Geelong, 11 aprile 1894 – Rose Bay, 28 maggio 1981) è stato un generale australiano.

## Biografia
Era il quarto di sei figli di William Lee Berryman, macchinista ferroviario, e di Annie Jane Horton. Nel 1903 suo padre partecipò allo sciopero delle ferrovie, ma al termine gli venne decurtato il 14% dello stipendio per punizione alla sua partecipazione, solamente nel 1916 esso ritornò ai livelli del 1903).
Frank studiò al Melbourne High School, dove prestò servizio nella Cadet Unit e vinse il premio Rix all'eccellenza accademica. Dopo il diploma lavorò come ingegnere tecnico per le ferrovie.
Nel 1913 entrò alla Royal Military College, a Duntroon. Tra i trentatré allievi della sua classe, nove morirono nella prima guerra mondiale e sei (compreso lui) divennero generali: Leslie Beavis, William Bridgeford, John Chapman, Edward Milford e Alan Vasey. Si diplomò nel giugno 1915, a causa dello scoppio della prima guerra mondiale.

## Prima guerra mondiale
Berryman non aveva ancora completato il suo addestramento militare. Il maggior generale William Throsby Bridges decise di assegnare i cadetti come ufficiali di reggimento della Prima forza imperiale australiana (AIF), piuttosto che come ufficiali di stato maggiore. Ai cadetti, inoltre, fu data la scelta di servire nella fanteria o nella cavalleria leggera. Berryman è stato commissionato come tenente nelle Forze militari permanenti (PMF) il 29 giugno 1915 e dell'AIF il 1 luglio 1915. Egli è stato inviato dal tenente colonnello Harold Grimwade nel 4º battaglione della 2ª divisione d'artiglieria, insieme a Vasey e Milford. Berryman si imbarcò per l'Egitto il 17 novembre 1915, dove comandò brevemente la 4ª brigata prima di essere assorbita nella 2ª divisione.
La 2ª divisione partì per la Francia nel marzo 1916, dove egli fu temporaneamente capitano, grado che divenne definitivo il 10 giugno 1916. Nel gennaio 1917 fu assegnato alla 7ª brigata di Fanteria. Durante la seconda battaglia di Bullecourt prestò servizio nella 2ª divisione e fu nominato al comando del 18° Field Artillery Battery il 10 settembre 1917.
Rimase ferito all'occhio destro nel settembre 1918, mentre era a capo della 14ª Field Artillery Battery. Anche se la ferita fu abbastanza grave da giustificare il ricovero in ospedale, non ci furono danni permanenti alla vista, tuttavia, fu la fine della sua carriera da comandante di batteria, dato che l'esercito colse l'occasione per trasferirlo ad incarichi da ufficio. Dal 28 ottobre 1918 al 1 luglio 1919 fu maggiore di brigata e della 7ª brigata di fanteria e ritornò in Australia nell'ottobre 1919.

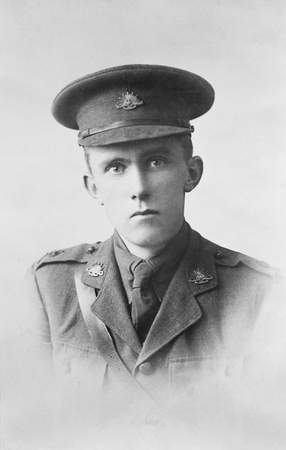
Frank Berryman nel 1918.

## Tra le due guerre
Fu promosso a capitano il 1 marzo 1923, dopo aver frequentato la Royal Military Academy di Woolwich (1920-1923). Tornato in Australia, divenne ufficiale d'artiglieria. Il 30 novembre 1925 sposò Muriel Whipp, dalla quale ebbe due figli.
Dopo essersi diplomato, fu assegnato alla High Commission of Australia a Londra (1929-1932), dove servì sotto il maggiore generale Julius Bruche.
Il 12 maggio 1935 fu promosso a tenente colonnello.

## Seconda guerra mondiale

### Libia
Il primo ministro Robert Menzies annunciò che tutti i comandi del secondo forza imperiale australiana sarebbero andati a far parte degli ufficiali della milizia. Il 4 aprile 1940 fu promosso al grado di colonnello e iniziò a far parte dello staff del maggiore generale Iven Mackay della 6ª divisione. Prestò stabilì un buon rapporto di lavoro con Mackay. C'erano anche le rivalità personali e professionali con altri ufficiali del personale del Corpo, come con Alan Vasey. Eppure, anche coloro che non amava Berryman per la sua mancanza di pazienza e tatto e si riferiva a lui come "Berry the Bastard", rispettavano le sue abilità come ufficiale di stato maggiore.

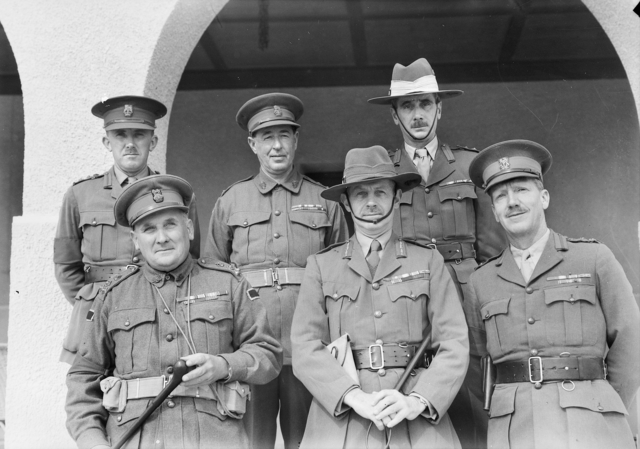
Alti ufficiali della 6ª divisione. In prima fila, da sinistra a destra: il brigadiere Arthur Allen, il maggiore generale Iven Mackay, il brigadiere Horace Robertson. Seconda fila, da sinistra a destra: il colonnello Frank Berryman, il brigadiere Stanley Savige, il colonnello Alan Vasey.

Mackay e Berryman erano determinati per la battaglia di Bardia a non ripetere il disastro dello sbarco alla baia dell'ANZAC nel 1915. Dagli studi dalle fotografie aeree scelse un posto per l'attacco dove il terreno era più favorevole. Il suo piano prevedeva il coordinamento di fanteria, armamenti e artiglieria. Successivamente nello stesso mese, Berryman previse l'altrettanto successo della battaglia di Tobruch.

### Siria
Nel gennaio 1941 Berryman divenne comandante della Royal Artillery fu promosso a generale di brigata. Durante la campagna di Siria dimostrò di essere un comandante di spinta e mise in mostra la sua freddezza sotto il fuoco.
Durante il contrattacco di Vichy gli fu affidato il comando delle forze australiane: la sua missione era quello di verificare l'avanzata nemica nella zona di Merdjayoun; Berryman decise che il modo migliore per farlo era quello di riconquistarla, ma ciò presentò notevoli difficoltà in quanto il suo quartier generale non era attrezzato per controllare una battaglia alla maniera di una brigata di fanteria, in più mancava il personale e le comunicazioni adatte. 

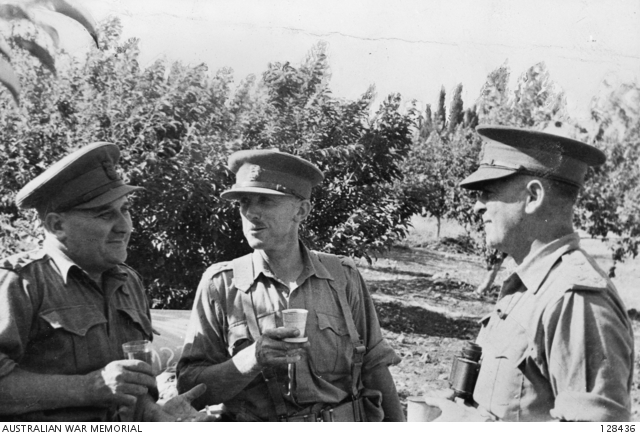
Syria, June 1941. Da sinistra a destra: il maggiore generale A. S. Allen, i brigadieri F. H. Berryman e A. R. Baxter-Cox.

Nelle successive due settimane le forze di Berryman, numericamente inferiori, tentarono di riconquistare la città strategicamente importante nella battaglia di Merdjayoun. Il suo primo tentativo si rivelò un fallimento, dopo aver effettuato una ricognizione personale il 18 giugno, egli provò di nuovo: questa volta il suo attacco fu fermato dalla difesa dalla Legione straniera francese e dai carri armati. Berryman poi tentò un approccio diverso: invece di tentare di conquistare la città, conquistò un'altura che dominava le linee di rifornimento francesi. Di fronte alla minaccia di venir tagliati fuori, i francesi si ritirarono dalla città. In seguito Berryman tornò al suo ruolo di comandante della 7ª divisione dell'artiglieria.
Nella fase finale della battaglia, egli, senza autorità, ordinò al tenente colonnello Denzil MacArthur-Onslow di perseguire le forze francesi in ritirata, ma venne annullato da Savige e Allen.

### Papua
Il 3 agosto 1941 maggiore generale (capo del personale) del I corpo sotto tenente generale John Lavarack. Berryman arrivò a Giacarta in aereo con il partito avanzato del personale della sede I corpo il 26 gennaio 1942 al pianificare la sua difesa. Berryman cercò di scoprire quanto più possibile sulle tattiche giapponesi attraverso le interviste del colonnello Ian MacAlister Stewart. Divenne presto evidente che la situazione era disperata e le truppe impegnate per la difesa di Giava andrebbe perso.
Berryman tornò in Australia, dove fu promosso a maggiore generale il 6 aprile 1942.

### Nuova Guinea
Berryman e Thomas Blamey rimasero uniti per il resto della guerra. Berryman era intimamente coinvolto con la pianificazione della campagna di Salamaua-Lae, lavorando a stretto contatto con il generale di brigata Stephen J. Chamberlin al quartier generale di Douglas MacArthur a Brisbane. Berryman stabilì buone relazioni di lavoro con gli americani, anche se le loro pratiche del personale erano molto diverse da quelle dell'esercito australiano.
Berryman era frustrato dall'insuccesso della 7ª divisione di Vasey nel distruggere i giapponesi in ritirata da Lae e personalmente infastidito dal modo in cui Vasey inoltrò i complimenti al generale di Ennis Whitehead lasciando alcuna lamentela circa il supporto aereo per essere ripreso da Berryman.
Berryman era coinvolto con la pianificazione dello sbarco a Finschhafen, un'intermediazione di un piano di atterraggio tra l'ammiraglio Daniel E. Barbey e il tenente generale Sir Edmund Herring. Berryman è stato promosso a tenente generale il 20 gennaio 1944.
Ogni volta che l'esercito giapponese tentava di prendere posizione, Berryman attaccava. Nella prima fase della battaglia di Sio, vennero contati 3.099 morti giapponesi e 38 prigionieri, al costo di 8 australiani uccisi e 48 feriti. Nella 5ª divisione per il raccordo con la divisione statunitense della 32ª fanteria a Saidor, 734 giapponesi sono stati uccisi e 1.775 trovati morti, mentre 48 sono stati presi prigionieri. MacArthur considerò le prestazioni di Berryman "molto brillanti".

## Ultimi anni e morte
Dopo la guerra, Berryman si incaricò del Comando orientale, un incarico ha ricoperto dal marzo 1946 fino all'aprile 1954, quando divenne noto per il suo coinvolgimento in organizzazioni di beneficenza come l'Associazione Vedove di guerra, e come capo della Remembrance Drive Project. Per questo e per il suo impegno per abbellire la caserma dell'esercito, Berryman divenne colloquialmente conosciuto nell'esercito come "Frank il Florist".
Nel mese di giugno 1949, il paese è stato scosso dallo sciopero del carbone. Lo sciopero è iniziato quando le scorte di carbone erano già scarse, specialmente nel Nuovo Galles del Sud e venne introdotto il razionamento. Il primo ministro Ben Chifley si rivolse all'esercito per metterle a guardia delle miniere di carbone. Questo fu possibile quando i sindacati dei trasporti hanno deciso di far trasportare il carbone estratto. La responsabilità di pianificare e organizzare venne affidata a Berryman.
Berryman è diventato il Direttore Generale del Royal Tour della regina Elisabetta II nel 1954. Fu Amministratore Delegato della Royal Agricultural Society of New South Wales (1954-1961). Morì il 28 maggio 1981 presso Rose Bay, Nuovo Galles del Sud, ed è stato sepolto con gli onori militari.